# Dominique Bosshart
Dominique Simone Bosshart (* 7. Oktober 1977 in Morges, Schweiz) ist eine ehemalige kanadische Taekwondoin. Sie trat im Schwergewicht an.

## Erfolge
Dominique Bosshart gewann bei den Panamerikanischen Spielen 1995 in Mar del Plata und 1999 in Winnipeg jeweils die Bronzemedaille. 1999 wurde sie zudem Vizeweltmeisterin in Edmonton. Zweimal sicherte sie sich den Titelgewinn bei Panamerikameisterschaften: 2000 in Oranjestad und 2006 in Buenos Aires. Zudem gewann sie bei den Kontinentalmeisterschaften insgesamt viermal Bronze. Bei Olympischen Spielen trat Bosshart zweimal an: 2000 schied sie nach einem Sieg in der ersten Runde gegen Natalja Iwanowa im Viertelfinale aus. In der anschließenden Hoffnungsrunde gewann sie jedoch beide Kämpfe und erhielt so die Bronzemedaille. Bei den Olympischen Spielen 2004 in Athen unterlag sie sowohl in der ersten Runde der Hauptrunde als auch der Hoffnungsrunde.